# 平安经
《平安经》为中国吉林省公安厅原党委副书记、常务副厅长贺电所著之书。该书标称由人民出版社及群众出版社联合出版，但版权页只登记了群众出版社的相关信息，且人民出版社亦否认参与出版。2019年12月初版，2020年5月再版，售价299元人民币。
全书的主要内容为以「××平安」形式的造句，与数字、地名、年龄、行业、器官等词语进行组合。2020年7月，该书在网络上引发讨论并受到诸多批评。

## 作者简介
贺电（1963年4月－），男，汉族，吉林梨树人，吉林省公安厅党委副书记、常务副厅长（2019年11月11日－2020年7月31日在任），全国公安书法家协会副主席。

## 内容
全書由「平安經百句訣」與「宇宙時空平安、世界大地平安、世界各界平安、人類文明平安、國家地區平安、中華大地平安、中國各界平安、中華文明平安、中國各地平安、眾生身心平安」十篇內容構成。主要內容都以「××平安」组成词句，與數字、地名、年龄、行業、器官等詞句組合而成。
例如：
〈各性別平安〉：男性平安，女性平安。
〈各年齡平安〉：初生平安，滿月平安，百天平安，1歲平安，2歲平安，3歲平安，4歲平安，5歲平安，...，99歲平安。
〈身心平安〉：眼平安，耳平安，鼻平安，舌平安，身平安，意平安。
〈感覺平安〉：視覺平安，聽覺平安，嗅覺平安，味覺平安，平衡覺平安，痛覺平安，溫覺平安，觸覺平安，壓覺平安。
〈呼吸系統平安〉：鼻腔平安，咽喉平安，氣管平安，支氣管平安，肺平安，横隔膜平安，胸膜平安，縱隔平安。

## 评论
吉林省应急管理厅微信公众号曾于2020年5月9日推介过此书。同年5月16日《吉林日报》发表称赞此书的书评，評論者张咏形容該書為「跨國傳世的經類大作力作，是歷代和當代僅見的首部平安經書」，內容「字字珠璣，句句精妙；滌盪靈魂，惺惜共鳴；濃縮理念，參悟極深」「官員閱讀此書，領悟初心使命。學者閱讀此書，頓悟平安哲理。商賈閱讀此書，企業平安無虞。民眾閱讀此書，安享世間太平」。2020年6月7日下午，中共吉林省委政法委、省委宣传部、省文联、团省委、长春日报社等单位共同主办《平安经》的朗诵活动研讨会，並由吉林大學客座教授韓起祥、吉林衛視主持張凌雲、趙琛在場朗誦節選。
2020年7月27日，该书部分内容流传至网络，引发网民热议。7月28日，吉林省公安厅表示《平安经》的创作系贺电业余时间的个人行为；同日出版方群众出版社表示该书已经出库6000多本。同日人民出版社发布声明，声称从未与任何单位联合出版该书，7月28日，封面新聞記者致電群眾出版社查詢該書出版費用、版權版稅還是自費出版問題，責任編輯回應「不要打聽，不能告訴你們。」同時該書在淘寶、京東與孔夫子旧书网等電商平台均已下架，7月29日出版社官網也已找不到該書信息。
與此同時，大量網民更表示就《平安經》事件在新浪微博發佈評論帖文或轉載截圖後，多數在24小時內被刪除並收到此訊息：「你好，你被 @吉林網警巡查執法 網警巡查賬號投訴涉嫌違規。根據《微博投訴操作細則》，你於『…（發帖時間）』發佈的『…（帖文內容）』構成違規並因此受到處理。」或者是被限制為「自己可見」，被大陸網民質疑所謂吉林網警對輿論的刪除降溫是公器私用。
在《平安經》一書內容在網絡上引發討論後，翌日《人民日报海外版》旗下账号“侠客岛”在新浪微博对此书讽刺说“我1天写10万字《健康经》！有没有出版社愿意出版？”上海东方网评论说，“《平安经》只是简单的语句重复，完全没有逻辑和主题，甚至连小学生的水平都不如”，“是一本典型的歪经”，“官员写《平安经》，跟着一群捧臭脚的马屁精”，“因为官员出的不是书，而是权力。”新華網評論此書「絲毫顯示不出專業能力、職業素養」，並稱「這麼一本令公眾大跌眼鏡的書，卻得到了當地眾多學者、媒體的吹捧，又是研討會、公益朗誦與讀後感言」。
7月29日，中共吉林省委宣佈成立联合调查组，调查核实《平安经》有关问题。随后，中央纪委国家监委网站发表评论文章，表示“网上对该书的评价完全一边倒，说明群众心中已经称出了这本书的斤两”，并敦促“相关方面必须认真对待，及时公布调查核实结果。”中共吉林省委宣布调查后，吉林省公安厅党委立即召开民主生活会，传达省委决定和公安部要求；会上贺电表示作“深刻检查”。7月30日下午三點半，群众出版社发布公告，回应称“将配合有关部门做好调查工作，严肃查处违规行为，依法依纪追究相关责任人责任”。7月31日下午，吉林省委决定免去贺电吉林省公安厅党委副书记、常务副厅长职务。

## 後續
2020年8月19日吉林省紀委監委公佈，吉林省應急管理廳（吉林省煤礦安全生產監督管理局）黨委書記、廳長（局長）霍雲成涉嫌嚴重違紀違法，正接受紀律審查和監察調查。四川封面新聞報道，霍雲成在任吉林省應急管理廳廳長時，該廳之微信公眾號於2020年5月9日曾發表《拜讀「平安經」感言》，並稱「…拜讀儒林巨制《平安經》。合書仰首，心緒豁然…」。9月，网络上一度有传言称贺电被“双开”，但吉林省政法委对此予以否认。
2021年4月6日，吉林省纪委监委通报，吉林省应急管理厅（吉林省煤矿安全生产监督管理局）原党委书记、厅长（局长）霍云成被开除党籍、开除公职，通报称霍云成“违反政治纪律和政治规矩，对抗组织审查，违规安排下属购买、宣传《平安经》”。

## 其他關連創作
7月30日傍晚，深圳市衛生健康委員會在官方微信公眾號推送了一篇題為人體《健康經》的文章，模仿《平安經》以「人體組織+健康」寫成，如「頸椎健康、胸椎健康、腰椎健康、骶椎健康、尾椎健康……」、「顱頂肌健康、眼輪匝肌健康、口周圍肌健康、鼻肌健康、咬肌健康、顳肌健康、翼內肌健康、翼外肌健康、頸闊肌健康、胸鎖乳突肌健康……」文章最後還寫到「髮際線要健康，『大姨媽』要健康，啪啪啪也要健康哦。」引起大陸網民留言與點閱。7月31日上午，深圳市衛健委宣傳教育處處長王嶺回應澎湃新聞時稱，「該文章是蹭《平安經》的熱點，但目的是為了健康科普，向公眾普及人體解剖學，並無不妥」；該文章在公佈翌日已被微信禁止分享，但仍能閱讀。